# 夏樹静子
夏樹 静子（なつき しずこ、本名：出光 静子（いでみつ しずこ））、1938年12月21日 - 2016年3月19日）は、日本の小説家。旧姓名の五十嵐 静子名義による作品もある。
日本の女性推理小説家の草分けであり、繊細な心理描写と巧みなトリックによる『蒸発』『Wの悲劇』などの秀作により「ミステリーの女王」と称された。夫は新出光会長の出光芳秀（いでみつ よしひで）。兄は小説家の五十嵐均。

## 来歴・人物
1938年、東京府（現東京都）港区芝西久保に生まれる。1943年、静岡県熱海市に転居。戦時中は榛原郡川根町に疎開した。熱海市立第一小学校、熱海市立熱海中学校、日本女子大学附属高等学校を経て、慶應義塾大学文学部英文学科を卒業。
1960年、大学在学中に五十嵐静子名義で執筆した「すれ違った死」が江戸川乱歩賞候補となり、それがきっかけでNHK総合テレビの推理クイズ番組『私だけが知っている』のレギュラーライターに抜擢され、以後3年間で約30本の脚本を執筆する。この番組には鮎川哲也、島田一男、土屋隆夫ら、のちの巨匠小説家（当事は中堅、新進クラス）が多く脚本で参加しており、その顔ぶれの豪華さもあって後年脚本集なども出版されている。1962年3月、夏樹しのぶ名義で短編「赤い造花」を『女学生の友』増刊号に、同年6月に中篇「ガラスの鎖」を『宝石』に発表。1961年秋には仁木悦子、戸川昌子らと女流推理小説作家の会「霧の会」を結成し、名実ともに女流小説家の仲間入りを果たすが、1963年、大学卒業後すぐに結婚して福岡市に移り住んだため早くも小説家への道を諦め、主婦業に専念することとなる。
その後4年ほどは執筆のことなど忘れたように過ごしたが、ある日自分の長女を胸に抱いていた時、人生経験がほとんどない自分が唯一実体験できた“母と子のありさま”を書いてみたいという突然の衝動を覚え、『天使が消えていく』を執筆。1969年、夏樹静子名義でこれを応募したところ第15回江戸川乱歩賞の最終候補に残り、再び注目される。同年10月、長男を出産。翌1970年に『天使が消えていく』が出版され、本格的な小説家デビューを果たす。1973年、『蒸発』で第26回日本推理作家協会賞を受賞。『第三の女』は仏訳（La Promesse de l'ombre）され、1989年、第54回フランス犯罪小説大賞（ロマン・アバンチュール大賞）を受賞。中国語訳『蒸発』『Wの悲劇』は、北京探偵推理文芸協会賞の翻訳作品賞を受賞（1998年、2001年）。
シリーズ作品として「検事 霞夕子」シリーズや「弁護士 朝吹里矢子」シリーズなどがあり、これらのシリーズは短編集として刊行されたもので、テレビドラマ化もされている。
エラリー・クイーンを尊敬しており、フレデリック・ダネイと親交があった。1982年にはクイーンへのオマージュ作ともいえる作品『Wの悲劇』を刊行。クイーンの作品『Xの悲劇』『Yの悲劇』『Zの悲劇』をもじったタイトルで、事前にクイーンに許可を求めた上で書いたものである。『Wの悲劇』は、薬師丸ひろ子主演で映画化され話題を呼んだ（ただし、映画は夏樹静子の『Wの悲劇』を舞台で演じている女優がスキャンダルでのし上がっていくというオリジナル・ストーリーであった）。夏樹も約300本ある自身の作品の中で、指折りのミステリーと自負している。
1984年にはノンフィクション『妻たちの反乱』がベストセラーとなり、続編も書かれている。1992年に『白愁のとき』で老いの問題を扱い、1997年には自身の体験を綴った『椅子がこわい-私の腰痛放浪記』を刊行、精神的原因から来る身体の不調について広く知らしめ、日本で心療内科が広まるきっかけを作り、同書は今でも版を重ねている。また1999年に試験管ベビーの問題をミステリー形式で扱った『茉莉子』を刊行、女性の視点から数々の社会問題に取り組んでいる。
囲碁が趣味。一時期ドライアイに陥り、碁石の白黒が眼に刺激を与えて良くないと医者に言われたため、52歳の時、濃い緑と薄い緑の「グリーン碁石」を開発。これが一般にも普及し、この功績で日本棋院から大倉喜七郎賞を授与されている。現在「夏樹静子杯グリーン碁石囲碁大会」が年1回開催されている。
終戦前に疎開していたことが縁で、1989年には静岡県榛原郡川根町笹間（現在の島田市）に自身の著作や原稿などを展示する小図書館「夏樹文庫」を開設。
2003年に制度がスタートした「福岡地方裁判所委員会」で2期4年、それが終わるころに最高裁判所の下級裁判所裁判官指名諮問委員会の委員もつとめるなど作家活動の傍ら裁判関係の仕事も多数しており、その経験が作品にも生かされているという。
2007年、ミステリー文学の発展に貢献したとして、第10回日本ミステリー文学大賞を受賞。
2008年10月、日本司法支援センターの顧問に就任。
2016年3月19日午前3時10分、心不全のため福岡市内で死去。77歳没。3月25日の告別式には1200人、6月28日のお別れ会には約300人が出席した。

## 作品リスト

### 小説

#### シリーズ作品

##### 弁護士 朝吹里矢子シリーズ
- 星の証言（1977年10月 トクマノベルズ / 1979年12月 集英社文庫 / 1984年9月 角川文庫 / 1995年10月 徳間文庫）
  - 収録作品：暗闘のバルコニー / 親告罪の謎 / 黒白の暗示 / 沈黙は罪 / 相続欠格の秘密 / 証言拒否 / 被疑者へのバラ
- 花の証言（1981年2月 トクマノベルズ / 1982年12月 集英社文庫 / 1984年10月 角川文庫 / 1996年5月 徳間文庫）
  - 収録作品：犯す時知らざる者 / 片隅の青い絵 / 二つの真実 / パパをかえして / 地検でお茶を / 穴のあいた密室 / 瀬戸際の期待
- 霧の証言（1987年4月 光文社カッパ・ノベルス / 1990年8月 光文社文庫 / 1997年12月 徳間文庫）
  - 収録作品：雨の檻 / 心を返して / 稚（おさな）い証人 / 土地狂乱殺人事件 / 人工呼吸器の謎
- 贈る証言（2000年6月 講談社 / 2003年6月 講談社文庫 / 2010年1月 徳間文庫）
  - 収録作品：相続放棄の謎 / 贈る証言 / 十五年の真実 / 五十年後の遺志 / 離れの不審火

##### 検事 霞夕子シリーズ
- 螺旋階段をおりる男（1985年4月 新潮社 / 1988年1月 新潮文庫 / 1996年2月 中公文庫）
  - 収録作品：予期せぬ殺人 / 螺旋階段をおりる男 / 白い影
- 夜更けの祝電（2000年9月 新潮社 / 2003年11月 新潮文庫）
  - 収録作品：橋の下の凶器 / 早朝の手紙 / 知らなかった / 夜更けの祝電
- 風極の岬（2004年4月 新潮社 / 2007年2月 新潮文庫）
  - 収録作品：札幌は遠すぎる / マリモは語る / 風極の岬 / さい果ての花

#### ノンシリーズ

##### 長編
- 天使が消えていく（1970年 講談社 / 1982年5月 講談社文庫 / 1999年4月 光文社文庫）
- 蒸発―ある愛の終わり（1972年 光文社カッパ・ノベルス / 1977年11月 角川文庫 / 1991年2月 光文社文庫 / 2007年3月 光文社文庫【新装版】）
- 喪失―ある殺意のゆくえ（1973年 光文社カッパ・ノベルス / 1978年11月 文春文庫 / 1998年2月 光文社文庫）
- 黒白の旅路（1975年 講談社 / 1977年5月 講談社ロマン・ブックス / 1977年10月 講談社文庫 / 2005年1月 徳間文庫）
- 目撃―ある愛のはじまり（1975年 光文社カッパ・ノベルス / 1980年6月 角川文庫 / 1991年6月 光文社文庫 / 2007年6月 光文社文庫【新装版】）
- 霧氷（1976年 光文社カッパ・ノベルス / 1979年11月 文春文庫 / 1998年6月 光文社文庫 / 2007年7月 光文社文庫【新装版】）
- 光る崖（1977年3月 光文社カッパ・ノベルス / 1981年6月 角川文庫 / 1992年2月 光文社文庫 / 2007年8月 光文社文庫【新装版】）
- アリバイのない女（1977年5月 集英社 / 1981年4月 集英社文庫）
- 遠い約束（1977年11月 文藝春秋 / 1980年1月 光文社カッパ・ノベルス / 1980年10月 文春文庫）
- 第三の女（1978年4月 集英社 / 1980年4月 集英社文庫 / 1988年1月 角川文庫 / 2007年5月 光文社文庫【新装版】）
- 遙かな坂（1979年4月 毎日新聞社【上・下】 / 1982年5月 角川文庫【上・下】 / 1984年10月 集英社文庫【上・下】）
- 風の扉（1980年3月 文藝春秋 / 1983年4月 文春文庫 / 1993年11月 角川文庫 / 2011年6月 文春文庫【新装版】）
- 遠ざかる影（1980年12月 講談社 / 1983年8月 講談社文庫）
- 家路の果て（1981年10月 講談社 / 1984年9月 講談社文庫 / 2000年1月 徳間文庫）
- Wの悲劇（1982年2月 光文社カッパ・ノベルス / 1984年6月 角川文庫 / 1985年7月 光文社文庫 / 2007年4月 光文社文庫【新装版】 / 2012年4月 角川文庫【改版】）
- 碧の墓碑銘（1982年3月 文藝春秋 / 1984年10月 文春文庫）
- 紅い陽炎（1983年5月 新潮社 / 1986年1月 新潮文庫）
- 殺意（1983年5月 カドカワノベルズ / 1984年10月 角川文庫 / 1986年3月 集英社文庫）
- 国境の女（1983年7月 講談社ノベルス / 1986年7月 講談社文庫 / 2001年2月 徳間文庫）
- 訃報は午後二時に届く（1983年11月 文藝春秋 / 1986年4月 文春文庫 / 2004年6月 徳間文庫）
- 最後に愛を見たのは（1984年10月 講談社 / 1987年7月 講談社文庫 / 2006年7月 徳間文庫）
- 旅人たちの迷路（1984年11月 カドカワノベルズ / 1986年1月 角川文庫 / 1988年3月 文春文庫 / 1995年5月 光文社文庫）
- Mの悲劇（1985年8月 光文社カッパ・ノベルス / 1989年3月 光文社文庫 / 1991年10月 角川文庫）
- わが郷愁のマリアンヌ（1986年3月 角川書店【上・下】 / 1987年6月 光文社カッパ・ノベルス【上・下】 / 1988年10月 角川文庫【上・下】 / 1994年5月 文春文庫【上・下】）
- ドーム―終末への序曲（1986年7月 カドカワノベルズ【上・下】 / 1989年9月 角川文庫【上・下】） - 1988年にシステムサコムによってゲーム化。DOME参照。
  - 【加筆・訂正・改題】ドーム―人類の箱舟（2000年10月 角川文庫）
- 孤独のフェアウェイ（1987年2月 朝日新聞出版 / 1988年6月 光文社カッパ・ノベルス / 1990年2月 文春文庫）
- 死の谷から来た女（1987年11月 文藝春秋 / 1990年10月 文春文庫 / 2008年7月 徳間文庫）
- 雲から贈る死（1988年4月 カドカワノベルズ / 1990年11月 角川文庫 / 1991年8月 集英社文庫）
- そして誰かいなくなった（1988年10月 講談社 / 1991年7月 講談社文庫 / 2009年5月 徳間文庫）
- 東京駅で消えた（1989年5月 中央公論新社 / 1991年8月 中公文庫 / 1996年4月 新潮文庫）
- Cの悲劇（1989年9月 光文社カッパ・ノベルス / 1993年2月 光文社文庫 / 1997年10月 角川文庫）
- 秘めた絆（1989年10月 角川文庫 / 1997年1月 光文社文庫）
- ダイアモンドヘッドの虹（1990年9月 文藝春秋 / 1993年9月 文春文庫）
- 霧の向こう側（1992年1月 新潮社 / 1995年2月 新潮文庫）
- 白愁のとき（1992年10月 角川書店 / 1996年1月 角川文庫 / 2000年9月 大活字本シリーズ【上・下】 / 2005年1月 新潮文庫）
- 女優X―伊沢蘭奢の生涯（1993年4月 文藝春秋 / 1996年4月 文春文庫） - 伝記小説
- 人を呑むホテル（1994年9月 光文社文庫）
- デュアル・ライフ―二重生活（1994年11月 毎日新聞社）
  - 【改題】デュアル・ライフ（1998年1月 新潮文庫）
- クロイツェル・ソナタ（1995年4月 講談社 / 1998年2月 光文社文庫）
- 茉莉子（1999年4月 中央公論新社 / 2001年5月 中公文庫）
- 量刑（2001年6月 光文社 / 2003年10月 光文社カッパ・ノベルス / 2004年10月 光文社文庫【上・下】）
- 見えない貌（2006年7月 光文社 / 2009年8月 光文社文庫）
- てのひらのメモ（2009年5月 文藝春秋 / 2012年2月 文春文庫）

##### 中・短編集
- 見知らぬわが子（1971年 講談社 / 1976年 講談社ロマン・ブックス / 1983年7月 講談社文庫 / 1998年10月 光文社文庫）
- ガラスの絆（1973年 実業之日本社 / 1978年7月 講談社文庫 / 1980年1月 角川文庫）
- 砂の殺意（1974年 読売新聞社 / 1977年10月 角川文庫 / 1983年2月 講談社文庫）
- 死刑台のロープウェイ（1975年 文藝春秋 / 1977年4月 文春文庫 / 2001年8月 徳間文庫）
- 誤認逮捕（1975年 講談社 / 1977年8月 講談社ロマン・ブックス / 1979年8月 講談社文庫 / 1999年6月 徳間文庫）
- アリバイの彼方に（1976年8月 文藝春秋 / 1979年7月 文春文庫 / 2003年11月 徳間文庫）
- 二人の夫をもつ女（1976年 講談社 / 1980年8月 講談社文庫 / 2014年11月 講談社文庫【新装版】）
- 夏樹静子自選傑作短篇集（1976年 読売新聞社）
- ベッドの中の他人（1977年9月 講談社 / 1981年6月 講談社文庫 / 2002年2月 徳間文庫）
- 影の鎖（1977年 集英社文庫 / 1985年10月 角川文庫 / 1991年5月 文春文庫 / 1998年2月 集英社文庫【新装版】）
- 77便に何が起きたか（1977年12月 光文社カッパ・ノベルス / 1983年5月 角川文庫 / 1992年6月 光文社文庫）
- 蒼ざめた告発（1978年6月 集英社文庫 / 1984年10月 角川文庫 / 1998年3月 集英社文庫【新装版】）
- 重婚（1978年6月 講談社 / 1982年8月 講談社文庫 / 2000年7月 徳間文庫）
- 閨閥（1978年9月 文藝春秋 / 1981年9月 文春文庫）
- あしたの貌（1979年3月 実業之日本社 / 1982年2月 講談社文庫 / 2002年9月 徳間文庫）
- 密室航路（1980年5月 光文社カッパ・ノベルス / 1984年10月 光文社文庫 / 1987年10月 角川文庫 / 1996年8月 光文社文庫）
- 夜の演出―昭和世代女流短編集（1980年7月 読売新聞社）
- 暗い循環（1980年8月 文藝春秋 / 1983年10月 文春文庫 / 1987年1月 角川文庫）
- 雪の別離（1981年2月 角川書店 / 1984年7月 角川文庫 / 1985年11月 集英社文庫）
- ビッグアップルは眠らない（1982年1月 講談社 / 1985年1月 講談社文庫 / 2003年4月 徳間文庫）
- 夏樹静子作品集 全10巻（1982年 講談社）
- ひとすじの闇に（1982年6月 集英社 / 1984年8月 集英社文庫 / 1990年6月 文春文庫）
- 女の銃（1984年4月 講談社 / 1986年4月 講談社ノベルス / 1988年10月 講談社文庫）
- 秘められた心中（1984年6月 文藝春秋 / 1987年6月 文春文庫）
- その子は目撃者（1985年9月 光文社文庫）
- 暗い玄界灘に（1985年12月 ケイブンシャ文庫） - 自選傑作集
- 懇切な遺書（1987年5月 集英社 / 1990年4月 集英社文庫）
- 駅に佇つ人（1987年9月 講談社 / 1990年7月 講談社文庫）
- 湖・毒・夢（1988年5月 新潮社 / 1991年1月 新潮文庫 / 2003年4月 双葉文庫）
- ペルソナ・ノン・グラータ（1989年9月 文藝春秋 / 1992年7月 文春文庫）
- 夏樹静子サスペンス―関西テレビ月曜サスペンスシリーズ（1991年4月 関西テレビ放送）
  - 【改題】夏樹静子サスペンス劇場―テレビドラマ化推理小説集（1993年8月 光文社文庫）
- 独り旅の記憶（1991年5月 光文社カッパ・ノベルス / 1994年6月 光文社文庫）
- 死なれては困る（1991年6月 新潮社 / 1994年1月 新潮文庫 / 2006年1月 徳間文庫）
- 夏樹静子のゴールデン12（ダズン）（1994年5月 文藝春秋 / 1997年5月 文春文庫）
- 一瞬の魔（1994年9月 文藝春秋 / 1997年8月 文春文庫）
- 乗り遅れた女（1995年10月 双葉社 / 2000年7月 双葉文庫 / 2003年1月 新潮文庫）
- 花を捨てる女（1997年7月 新潮社 / 2000年4月 新潮文庫 / 2003年11月 文春文庫） - 2008年にUSEN・ことのは出版よりオーディオブックも発売
- 最後の藁（1998年6月 文藝春秋 / 2001年6月 文春文庫）
- 幻の男（2002年7月 文春文庫）
- モラルの罠（2003年2月 文藝春秋 / 2005年10月 大活字文庫【1-3】 / 2006年2月 文春文庫）
- 四文字の殺意（2007年2月 文藝春秋 / 2009年7月 文春文庫 / 2012年12月 大活字本シリーズ【上・下】）
- 孤独な放火魔（2013年1月 文藝春秋）

#### アンソロジー
「」内が夏樹静子の作品
- 推理小説代表作選集 1973年版（1973年 講談社）「暗い玄界灘に」
- 推理小説代表作選集 1974年版（1974年 講談社）「あちら側の女」
- 恩誼の紐（1974年9月 光文社カッパ・ノベルス）「砂の殺意」
- 推理小説代表作選集 1975年版（1975年 講談社）「誰知らぬ殺意」
- 殺人者にバラの花束（1976年 角川文庫）「跳びおりる」
- 推理小説代表作選集 1976年版（1976年 講談社）「特急夕月」
- 推理小説代表作選集 1977年版（1977年 講談社）「水子地蔵の樹影」
- 異次元の花園（1977年12月 カイガイ出版）「見知らぬわが子」
- 殺人博物館（1977年10月 光文社カッパ・ノベルス）「アリバイの彼方に」
- 殺人貸借表（1980年11月 光文社カッパ・ノベルス）「五千万円すった男」
- 推理小説代表作選集 1980年版（1980年 講談社）「陰膳」
- ブラック・ユーモア傑作選―ニッポンの黒い哄笑（1981年8月 光文社カッパ・ノベルス）
  - 【改題】ブラック・ユーモア傑作選（1989年8月 光文社文庫）「階段」
- 急行出雲（1981年9月 光文社カッパ・ノベルス）「特急夕月」
- ミステリー総合病院（1981年11月 光文社カッパ・ノベルス）「暗い玄界灘に」
- 推理小説代表作選集 1981年版（1981年 講談社）「懸賞」
- 見えない機関車（1982年12月 光文社カッパ・ノベルス / 1986年10月 光文社文庫）「山手線殺人事件」
- シグナルは消えた（1983年2月 徳間文庫）「山陽新幹線殺人事件」
- 鮮血ラブコール（1984年1月 光文社カッパ・ノベルス）「すれ違った面影」
- 猫が見ていた（1986年7月 廣済堂文庫）「猫が死んでいた」
- 最新傑作ミステリー〈中〉犯罪の葬送曲（1986年11月 光文社カッパ・ノベルス）「モーテルの毒」
- 名古屋ミステリー傑作選（1986年11月 河出文庫）「閨閥」
- 博多ミステリー傑作選（1986年12月 河出文庫）「断崖からの声」
- 紅玉は殺人者（1989年7月 光文社カッパ・ノベルス）「カビ」
- 昭和ミステリー大全集〈下巻〉（1991年3月 新潮文庫）「襲われて」
- 一瞬の人生―「仕掛けと謎」の楽しみ（1991年5月 講談社）「水子地蔵の樹影」
- 57人の見知らぬ乗客（1992年5月 講談社文庫）「ある失踪」
- 日本ベストミステリー「珠玉集」〈中〉（1992年7月 光文社カッパ・ノベルス）「花を捨てる女」
  - 【改題】秘密コレクション（1996年7月 光文社文庫）「死なれては困る」[注釈 2]
- 推理小説代表作選集―推理小説年鑑〈1993〉（1993年6月 講談社）
  - 【改題・再編集】 死導者がいっぱい（1996年11月 講談社文庫）「黒髪の焦点」
- 悪夢十夜（1993年12月 角川ホラー文庫）「陰膳」
- ミステリーガイド小京都（1994年2月 角川ノベルズ）「誰知らぬ殺意」
- 「傑作推理」大全集〈中〉（1995年7月 光文社カッパ・ノベルス）「輸血のゆくえ」
- あの人の殺意（1995年11月 講談社文庫）「ひと言の罰」
- 短編で読む 推理傑作選50〈下〉（1995年11月 光文社）「足の裏」
- 教室は危険がいっぱい（1996年4月 光文社文庫）「雨に消えて」
- 炎の博覧会（1996年7月 文藝春秋）「幻の男」
- 赤のミステリー（1997年11月 光文社）
  - 【改題・再編集】恐怖の化粧箱（1999年10月 光文社文庫）「暁はもう来ない」
- 悪夢の最終列車（1997年12月 光文社文庫）「普通列車の女」
- ザ・ベストミステリーズ 1998 推理小説年鑑（1998年6月 講談社）
  - 【分冊・改題】殺人者 ミステリー傑作選38（2000年11月 講談社文庫）「仮説の行方」
- 最新「珠玉推理」大全〈上〉（1998年8月 光文社カッパノベルス）
  - 【改題】幻惑のラビリンス（2001年5月 光文社文庫）「三通の遺言」
- あなたが名探偵―19の難事件を解決しろ （1998年12月 講談社文庫）「数字のない時計」
- 誘惑（1999年1月 徳間文庫）「陰膳」
- 煌めきの殺意（1999年4月 徳間文庫）「山陽新幹線殺人事件」
- 一年目のKISS（1999年10月 文藝春秋）「光る干潟」
- ミステリー傑作選・特別編〈5〉自選ショート・ミステリー（2001年7月 講談社文庫）「まえ置き」
- 悪魔のような女（2001年7月 ハルキ文庫）「酷い天罰」
- 事件現場に行こう（2001年11月 光文社カッパ・ノベルス / 2006年4月 光文社文庫）「あのひとの髪」
- 七つの危険な真実（2004年1月 新潮文庫）「襲われて」
- ときめき―恋愛ミステリー館〈1〉（2004年12月 廣済堂文庫）「燃えがらの証」
- 事件を追いかけろ サプライズの花束編（2004年12月 光文社カッパ・ノベルス / 2009年4月 光文社文庫）「リメーク」
- 事件の痕跡（2007年11月 光文社カッパ・ノベルス）「ほころび」
- 判決―法廷ミステリー傑作集（2010年3月 徳間文庫）「証言拒否」

### エッセイ・ノンフィクション・共著 他
- ニッポン青春グラフティ（1984年9月 ケイブンシャ文庫） - 深野治との共著
- 妻たちの反乱―夫は、この現実を知らない（1984年11月 光文社カッパ・ブックス / 1986年2月 光文社文庫） - ノンフィクション
- シナリオWの悲劇（1984年11月 角川文庫） - 荒井晴彦、沢井信一郎の共同脚本によるシナリオ本
- 妻たちの変身（1995年10月 光文社文庫） - エッセイ
- βの悲劇（1996年7月 角川書店）
  - 【改題】βの悲劇―The dome（2000年7月 角川文庫） -  五十嵐均との共著
- 椅子がこわい―私の腰痛放浪記（1997年6月 文藝春秋 / 2000年6月 文春文庫）
  - 【改題】腰痛放浪記―椅子がこわい（2003年8月 新潮文庫）
- 時が証す（1997年11月 潮出版社）
  - 【改題】幸福な罠（2000年11月 知恵の森文庫）
- 妻たちの欲望（1999年7月 光文社） - ノンフィクション
- 往ったり来たり（2003年4月 文藝春秋 / 2008年5月 光文社文庫）
- 心療内科を訪ねて―心が痛み、心が治す（2003年8月 新潮社 / 2006年8月 新潮文庫）
- 裁判百年史ものがたり（2010年3月 文藝春秋 / 2012年9月 文春文庫）

### 翻訳
- アガサ 愛の失踪事件（1979年9月 サンリオ / 1988年11月 文春文庫） - 作・キャサリン・タイナン
- わが子が消えた（1980年2月 光文社カッパ・ノベルス / 1987年1月 光文社文庫） - 作・シャーロット・ポール

## 映像化作品

### テレビドラマ

#### 日本テレビ・読売テレビ系
- 土曜日の女シリーズ
  - 天使が消えていく（1973年8月25日-9月29日、全6話、主演：日色ともゑ）
- 愛のサスペンス劇場
  - ガラスの絆（1975年6月2日-6月27日、全20話、主演：日色ともゑ）
- 目撃 ある愛のはじまり（1976年7月8日-9月30日、主演：佐久間良子）
- 木曜ゴールデンドラマ
  - 砂の殺意（1981年2月19日、主演：市原悦子）
  - 天使が消えていく（1982年9月23日、主演：和泉雅子）
  - 赤い偽証（1984年11月29日、主演：小川知子）
  - あなたに似た子（1985年9月19日、主演：水沢アキ）
  - 愛の誘惑（1985年10月24日、主演：松原智恵子）
  - 午後の妻たち（1988年5月5日、主演：丘みつ子）
  - ガラスの絆（1989年11月16日、主演：小川知子）
  - ひと言の罰（1991年8月22日、主演：山口果林）
- 火曜サスペンス劇場
  - 暗い循環（1982年5月11日、主演：露口茂）
  - 幻の罠（1982年6月1日、主演：岩下志麻）
  - 誰かが殺意を（1982年12月21日、主演：香山美子、原作：殺意をあなたに）
  - 重婚（1983年2月1日、主演：島かおり）
  - 愛の報酬（1983年5月24日、主演：いしだあゆみ）
  - 襲われて（1983年9月13日、主演：池上季実子）
  - 密室航路（1983年9月27日、主演：佐藤友美）
  - 遺された妻の疑惑（1983年12月6日、主演：山口果林、原作：襲われた二人）
  - 冷やかな情死（1984年1月24日、主演：原田美枝子）
  - 沈黙は罠（1984年7月10日、主演：香山美子）
  - 面影は共犯者（1985年1月22日、主演：浜木綿子）
  - 偽りの心中（1985年5月14日、主演：香坂未幸）
  - あしたの顔（1985年8月6日、主演：浅茅陽子）
  - 女検事 霞夕子シリーズ（1985年10月15日-1993年8月17日、全10作、主演：桃井かおり）
  - 夫を殺された二人の女（1986年10月14日、主演：池上季実子） - 五周年記念作品として放送
  - 駅に佇つ人（1986年10月28日、主演：市毛良枝） - 五周年記念作品として放送
  - 土地狂乱殺人事件（1987年12月8日、主演：山口果林）
  - 京都周山殺人街道（1988年1月12日、主演：坂口良子）
  - 過失（1989年3月28日、主演：若村麻由美）
  - 深夜の偶然（1991年12月3日、主演：伊藤蘭）
  - 遠い約束（1993年5月18日、主演：村上弘明）
  - 偽りの結婚指輪（1993年6月22日、主演：田中美奈子、原作：異形の針）
  - 新・女検事 霞夕子シリーズ
    - 1994年5月3日-2003年1月14日（第1作-第20作）、主演：鷲尾いさ子
    - 2003年10月14日-2005年5月31日（第21作-第25作）、主演：床嶋佳子

  - 陰膳（1995年8月29日、主演：丘みつ子）
  - 警部補 佃次郎シリーズ（1996年6月4日-2005年1月18日【全21作中14作が夏樹静子原作】、主演：西郷輝彦）
  - 尽くす女（1996年9月24日、主演：伊藤蘭）
  - 海に埋めた時間（2000年5月16日、主演：賀来千香子、原作：光る干潟）
  - あのひとの髪（2001年5月8日、主演：田中好子）
  - あのひとの匂い（2002年4月30日、主演：田中好子、原作：15年の真実）
- ドラマシティー'92
  - Mの悲劇（1992年6月11日、主演：十朱幸代）
- ドラマコンプレックス
  - 薔薇の微笑〜愛すれど心哀しく〜（2006年7月4日、主演：浅野温子、原作：黒白の旅路）
  - 恋人たちの記憶（2006年7月25日、主演：中越典子、原作：茉莉子）
- 火曜ドラマゴールド
  - 検事 霞夕子シリーズ（2006年11月17日-2007年10月2日、全2作、主演：真矢みき）

#### TBS系
- 金曜ドラマ
  - 光る崖（1977年4月8日-6月17日、全11話、主演：田宮二郎）
- 東芝日曜劇場
  - 夜明けまでの恐怖（1977年1月23日、主演：小川知子）
  - 襲われて（1978年7月16日、主演：小川知子）
  - ガラスの絆（1979年11月4日、主演：佐久間良子）
  - 見知らぬ夫（1980年10月19日、主演：大原麗子）
  - 孤独のなかみ（1981年10月25日、主演：大原麗子）
  - 一年先は・・・（1982年1月31日、主演：長山藍子）
  - 路地からの脅迫状（1985年3月31日、主演：田村高廣）
  - 便り（1987年8月2日、主演：真野あずさ）
- ザ・サスペンス
  - 黒白の旅路（1983年1月15日、主演：原田美枝子）
  - ガラスの絆〜人工受精殺人事件（1983年1月12日、主演：松原智恵子）
  - 年一回の訪問者（1983年12月24日、主演：浜木綿子）
  - 秘められた心中（1984年3月17日、主演：小川知子）
- 日立テレビシティ
  - Wの悲劇（1983年2月23日-3月2日、前後編、主演：秋吉久美子）
- 水曜ドラマスペシャル
  - 単身家族（1985年5月15日-5月29日、全3話、主演：小野寺昭）
  - 夫婦の記憶（1985年8月14日、主演：竜雷太）
  - 湖に立つ女（1986年11月12日、主演：桜田淳子） 本編冒頭で原作者のご本人が「ナツキ先生＝役名」としてゲスト出演 [ノン・クレジット]
  - 十六年目の恋文（1987年2月4日、主演：沢田亜矢子）
  - 遺言を頼まれた女（1987年9月16日、主演：桜田淳子）
- 月曜ドラマスペシャル
  - 第三の女（1989年10月16日、主演：南野陽子）
  - 妻たちの反乱（1990年9月10日、主演：坂口良子）
  - 美人秘書の秘密（1992年6月22日、主演：かたせ梨乃、原作：社長室の秘密）
  - 殺意の証明（1995年6月5日、主演：池上季実子、原作：駅に佇つ人）
  - 白愁のとき（1996年10月28日、主演：緒形拳）
  - 秘めた絆（1998年1月19日、主演：手塚理美）
- 女優X 伊澤蘭奢の生涯（1996年12月27日、主演：浅野温子）
- そして誰かいなくなった（1997年10月5日、主演：中村雅俊）
- 月曜ミステリー劇場
  - 弁護士 朝吹里矢子シリーズ（2001年11月5日-2005年5月9日、全4作、主演：南果歩）
  - 揺らぐ灯（2003年7月14日、主演：高橋由美子）
- 月曜ゴールデン
  - 量刑（2009年5月25日、主演：高橋英樹）
  - イソベン・里村タマミの事件簿シリーズ（2010年6月7日 - 2013年10月21日、全2話、主演：沢口靖子）
- Wの悲劇（2010年1月11日、主演：菅野美穂）

#### フジテレビ・関西テレビ系
- ゴールデンドラマシリーズ
  - 霧氷（1977年11月12日-12月10日、全5話、主演：十朱幸代）
- 金曜女のドラマスペシャル
  - 足の裏（1984年11月16日、主演：池上季実子）
  - 殺意・城下町愛欲変死事件（1984年12月21日、主演：大谷直子）
  - 崖（1985年7月5日、主演：竹下景子）
  - 女刑事・遠山怜子シリーズ（主演：古手川祐子）
    1. 焼きつくす（1985年11月1日）
    2. 現場存在証明（1986年4月11日）
    3. 懇切な遺書（1987年2月6日）

  - あちら側の女（1986年4月25日、主演：香山美子）
  - 喪失 阿蘇天草殺人事件（1986年6月13日、主演：大谷直子）
  - Wの悲劇 京都資産家殺人事件（1986年6月20日、主演：高峰三枝子）
  - 蒸発（1986年10月3日、主演：市毛良枝）
  - 死者からの電話（1986年11月14日、主演：片平なぎさ）
  - 跳びおりる（1987年1月30日、主演：大空真弓）
  - 刑事の妻の告白（1987年7月3日、主演：片平なぎさ）
- 月曜サスペンスシリーズ[注釈 3]
  - 夏樹静子サスペンス
    - 動機なし（1986年1月6日、主演：岩下志麻）
    - 独り旅（1986年1月13日、主演：桃井かおり）
    - 死者の嘘（1986年1月20日、主演：泉谷しげる）
    - 逃亡者（1986年1月27日、主演：佳那晃子）
    - 遠い秘密（1986年2月3日、主演：高橋恵子）
    - 疑惑の五人!私が殺した（1986年2月10日、主演：佐藤慶、原作：走り去った男）
    - ベビーホテル（1986年2月17日、主演：市毛良枝）
    - 遺書をもう一度（1986年2月24日、主演：手塚理美）
    - モーテルの毒（1986年3月3日、主演：犬塚弘）
    - 突然の朝（1986年3月10日、主演：大谷直子）
    - 崖の上の女（1986年3月17日、主演：和由布子）
    - 質屋の扉（1986年3月24日、主演：西崎みどり）
    - 睡魔（1986年3月31日、主演：風間杜夫）
    - 偽りの凶器（1986年4月7日、主演：大場久美子）
    - 事故のいきさつ（1986年4月14日、主演：松原智恵子）
    - 遺書二つ（1986年4月21日、主演：森下愛子）
    - 二度とできない（1986年4月28日、主演：松尾嘉代）

  - 夏樹静子サスペンス(2)
    - 妻のひとり旅（1987年4月6日、主演：丘みつ子）
    - 一億円は安すぎる（1987年4月13日、主演：水谷良重）
    - 誰知らぬ殺意（1987年4月20日、主演：和由布子）
    - 雪の別離（1987年4月27日、主演：佐藤友美）
    - モンタージュ（1987年5月4日、主演：沢田亜矢子）
    - 結婚しない（1987年5月11日、主演：佳那晃子）
    - 死ぬよりつらい（1987年5月18日、主演：田中美佐子）
    - 砂の殺意（1987年5月25日、主演：烏丸せつこ）
    - 闇よやさしく（1987年6月1日、主演：榊原郁恵）
    - 暁はもうこない（1987年6月8日、主演：小川真由美）
    - 宅配便の女（1987年6月15日、主演：宮下順子）
    - 燃えがらの証（1987年6月22日、主演：萬田久子）
    - カビ（1987年6月29日、主演：桃井かおり）

  - 女性作家サスペンス
    - Mの悲劇（1988年1月4日-1月18日、全3話、主演：名取裕子）

  - 夏樹静子サスペンス(3)
    - 凍え（1990年6月4日、主演：桃井かおり）
    - 蒼ざめた告発（1990年6月11日、主演：美保純）
    - 狙われて（1990年6月18日、主演：大谷直子）
    - 故人の名刺（1990年6月25日、主演：浅田美代子）

  - 旅情サスペンス
    - 波の告発（1986年1月6日、主演：相楽晴子）
- 男と女のミステリー
  - ビッグアップルは眠らない（1988年4月15日、主演：松方弘樹）
  - 見知らぬ夫（1988年5月20日、主演：小柳ルミ子）
  - 特捜婦警・遠山優子（1988年9月30日、主演：沢口靖子）
  - 火の供養（1989年3月17日、主演：萩尾みどり）
  - 最悪のチャンス（1989年12月15日、主演：沢田亜矢子）
  - 死刑台のロープウェイ（1990年7月13日、主演：片平なぎさ）
- 一瞬の魔・衝撃の結末…（1996年2月3日、主演：小柳ルミ子）
- 幻の罠（1996年3月2日、主演：多岐川裕美）
- 金曜エンタテイメント
  - 夏樹静子ミステリー アリバイの彼方にシリーズ（2000年9月8日-2005年11月11日、全4作、主演：小堺一機）
  - 日向夢子調停委員事件簿シリーズ（2003年8月1日-2008年8月22日、【全5作中4作が夏樹静子原作】、主演：三田佳子）
- 金曜プレステージ
  - 黒い帽子の女（2007年7月27日、主演：床嶋佳子、原作：重婚）
  - 弁護士 朝吹里矢子シリーズ（2010年12月10日、全1作、主演：真矢みき）
  - 検事・霞夕子シリーズ（2011年2月4日-2014年5月23日、全7作、主演：沢口靖子）
  - 第三の女（2011年12月2日、主演：村上弘明）
  - 女請負人〜仕掛けられた女の罠〜（2014年9月12日、主演：財前直見）
- 土曜ワイド[注釈 4]
  - 検事千鳥朱子 光る崖（2016年2月20日、主演：高島礼子） - 当初は「金曜プレステージ」枠で放送予定だった。
- 跳びおりる（2017年3月18日、主演：南野陽子） - 夏樹静子没後1年特別企画

#### テレビ朝日系
- 土曜ワイド劇場
  - 二人の夫をもつ女（1977年12月17日、主演：本郷功次郎）
  - 危険な団地（1978年5月6日、主演：大空真弓、原作：あなたに似た子）
  - 女弁護士 朝吹里矢子シリーズ（1978年6月8日-1992年12月26日、全13作、主演：十朱幸代）
  - 波の告発 新婚旅行殺人事件（1978年7月15日、主演：小野寺昭）
  - 死刑台のロープウェイ（1979年3月24日、主演：大空真弓） - 夏樹本人が弁護士役でテレビ初出演
  - 結婚しない女（1980年3月8日、主演：山口果林）
  - 目撃 殺人鬼が狙う運命の母と子（1981年11月21日、主演：香山美子）
  - スキャンダル殺人事件（1981年11月28日、主演：大場久美子）
  - 第三の女（1982年9月4日、主演：天知茂）
  - 団地妻のさけび（1983年7月23日、主演：水沢アキ）
  - 風の扉（1983年12月31日、主演：市毛良枝）
  - 女の銃（1984年5月26日、主演：酒井和歌子）
  - 家路の果て（1985年3月30日、主演：音無美紀子）
  - 真珠半島殺人事件 別荘婦人が殺された!（1990年5月19日、主演：丘みつ子、原作：闇に佇つ人『駅に佇つ人』所収）
  - 上流社会花嫁スキャンダル殺人事件（1990年6月23日、主演：若村麻由美、原作：閨閥）
  - 国境の女 バシー海峡連続殺人事件（1991年10月12日、主演：浅野ゆう子）
  - みちのく湯煙り殺人渓谷（1993年7月10日、主演：高木美保）
  - 新・女弁護士 朝吹里矢子シリーズ（1994年12月10日-2000年9月2日、全7作、主演：財前直見）
  - 襲われた二人（1995年2月18日、主演：山本陽子）
  - おばはん刑事!流石姫子・第1話（1998年9月5日、主演：中村玉緒、原作：三通の遺言『花を捨てる女』所収）
  - 女請負人（2000年7月29日、主演：高樹沙耶）
  - 風極の岬（2007年3月3日、主演：賀来千香子）
  - 天使が消えていく（2010年10月30日、主演：賀来千香子）
  - 女刑事・左近山響子〜90便緊急待避せよ〜（2011年5月7日、主演：菊川怜、原作：90便緊急待避せよ『密室航路』所収）
- 遙かな坂（1979年4月26日-10月4日、全24話、主演：八千草薫）
- 傑作推理劇場
  - 断崖からの声（1980年7月22日、主演：酒井和歌子）
  - 死ぬより辛い（1981年8月17日、主演：秋野暢子）
- ゴールデンワイド劇場
  - モンタージュ写真の謎（1982年9月13日、主演：香山美子）
- 木曜9時の女
  - 紅い陽炎（1983年10月13日-11月10日、全5話、主演：坂口良子）
  - 訃報は午後二時に届く（1984年5月31日-7月5日、全6話、主演：佐久間良子）
- 超高層マンションの妻 殺人来訪者（2008年3月1日、主演：岡江久美子、原作：殺さないで）
- 木曜ドラマ
  - Wの悲劇（2012年4月26日-6月14日、全8話、主演：武井咲）

#### テレビ東京・BSジャパン系
- 月曜・女のサスペンス [注釈 3]
  - 夏樹静子トラベルサスペンス（全13作）
  - 列島縦断トラベルサスペンス
    - 愛のアリバイ（1989年2月13日、主演：市毛良枝）

  - 女流作家シリーズ
    - 愛は死のメッセージ（1989年10月2日、主演：坂口良子）
    - 水子地蔵は呪いの因縁（1990年1月15日、主演：長門裕之）
    - 死の二重奏（1990年1月29日、主演：沖直美）
    - ためらい疵（1990年3月26日、主演：市毛良枝）

  - 列島縦断トラベルサスペンス(2)
    - 鳥羽・海になく女（1990年4月30日、主演：美保純、原作：海に哭く女『暗い玄界灘に』所収）
    - 羽衣伝説殺人事件（1990年5月28日、主演：梅宮辰夫）

  - 女流作家シリーズ(2)
    - 愛がこわれるとき（1991年11月4日、主演：岩崎良美）
    - 救けた命（1991年11月25日、主演：伊藤かずえ）
    - 遺書二つ（1992年1月27日、主演：かたせ梨乃）
    - 疑惑の構図（1992年3月16日、主演：佳那晃子）

  - 日本列島旅情ミステリー
    - 崖ふちの真実〜山形新幹線から消えた女（1992年9月28日、主演：原田芳雄）

  - 女流作家シリーズ(3)
    - 闇の演出（1992年10月5日、主演：夏樹陽子）
    - 秘められた心中（1992年11月30日、主演：根本りつ子）
    - 死の懸賞（1992年12月7日、主演：山口果林、原作：懸賞）
    - 水子地蔵は呪いの因縁 鎌倉殺人案内（1993年1月4日、主演：香山美子）
    - 血塗られた閨閥殺人事件（1993年1月11日、主演：西村晃）
    - 女子大生が消えた－AVギャル殺人事件－（1993年2月1日、主演：いかりや長介）
    - 「死ぬ」という女（1993年2月22日、主演：岡江久美子）
    - 誓約書開封（1993年3月29日、主演：伊藤かずえ）
- 水曜女と愛とミステリー[注釈 5]
  - 夏樹静子サスペンス
    - 目撃〜ある愛のはじまり〜（2001年2月25日、主演：沢口靖子）
    - 最後に愛をみたのは（2001年4月1日、主演：田中好子）
    - 断崖（2001年4月29日、主演：水野真紀、原作：断崖からの声）
    - Wの悲劇（2001年5月20日、主演：名取裕子）
    - 死刑台のロープウェイ（2001年7月15日、主演：東ちづる）
    - 喪失－ある殺意のゆくえ－〜TV局連続殺人事件!美人記者を巡る罠（2002年5月5日、主演：沢口靖子）
    - 駅に佇つ人 石巻日和山殺人事件（2002年7月21日、主演：賀来千香子）
    - Cの悲劇 軽井沢別荘殺人事件!（2003年7月13日、主演：かたせ梨乃）
    - 訃報は午後二時に届く（2003年12月7日、主演：沢口靖子）

  - 特捜刑事・遠山怜子シリーズ（2003年11月19日-2004年10月20日、全2作、主演：浅野ゆう子）
- 水曜ミステリー9 第1期[注釈 6]
  - 多摩南署たたき上げ刑事・近松丙吉シリーズ（主演：伊東四朗）
    - 第7話・不幸な雨（2007年9月5日、原作：懸賞『暗い循環』所収）
    - 第8話・最期のメッセージ（2008年11月5日、原作：ダイイング・メッセージ）

  - 四文字の殺意 ひめごと（2008年2月3日、主演：内山理名）
  - 湖に佇つ人（2009年1月28日、主演：室井滋）
- 水曜ミステリー9 第2期[注釈 7]
  - 多摩南署たたき上げ刑事・近松丙吉シリーズ（主演：伊東四朗）
    - 第9話・見知らぬ肢体（2012年1月25日、原作：仮説の行方『最後の藳』所収）
    - 第10話・橋を渡る死者（2012年8月15日、原作：早朝の手紙『夜更けの祝電』所収）
    - 第11話・雨に迷う死者（2013年8月21日、原作：被疑者へのバラ『星の証言』所収）
    - 第12話・幻の男（2014年8月20日）

  - 逆転弁護士ヤブハラ（2015年2月18日 - 10月7日、全2作、主演：長塚京三、原作：弁護士 朝吹里矢子シリーズ）
  - 無敵の法律事務所 弁護の鉄人 橘明日香（2015年6月3日、主演：沢口靖子、原作：乗り遅れた女）

#### NHK BS2
- デュアル・ライフ 危険な愛の選択（1999年2月20日-3月27日、全6話、主演：小林薫） - のちにNHK総合でも放送

#### NHK BShi
- NHKハイビジョンサスペンス
  - 茉莉子（2001年6月2日、主演：新山千春） - のちにNHK BS2でも放送
  - 量刑（2002年6月15日、主演：中村雅俊）

#### NHK総合
- てのひらのメモ（2010年10月23日、主演：田中好子）

#### NHK BSプレミアム
- Wの悲劇（2019年11月23日、主演：土屋太鳳）

|                   | 日本テレビ | TBS                                                       | フジテレビ                                                | テレビ朝日                                                                                               |
| ----------------- | --- | --------------------------------------------------------- | --------------------------------------------------------- | --- |
| 検事 霞夕子       | 火曜サスペンス劇場 『女検事・霞夕子』 （主演：桃井かおり） 『新・女検事 霞夕子』 （主演：鷲尾いさ子、床嶋佳子） 火曜ドラマゴールド 『検事 霞夕子』 （主演：真矢みき） |                                                           | 金曜プレステージ 『検事霞夕子』 （主演：沢口靖子）        | |
| 弁護士 朝吹里矢子 | | 月曜ミステリー劇場 『弁護士 朝吹里矢子』 （主演：南果歩） | 金曜プレステージ 『弁護士 朝吹里矢子』 （主演：真矢みき） | 土曜ワイド劇場 『女弁護士 朝吹里矢子』 （主演：十朱幸代） 『新・女弁護士 朝吹里矢子』 （主演：財前直見） |

### 映画
- Wの悲劇（1984年12月15日公開、配給：東映、監督：澤井信一郎、主演：薬師丸ひろ子）